# Braúnas
Braúnas é um município brasileiro no interior do estado de Minas Gerais, Região Sudeste do país. Localiza-se no Vale do Rio Doce e pertence ao colar metropolitano do Vale do Aço. Sua população foi estimada em 4 475 habitantes em 2024.

## História
O atual município de Braúnas foi criado inicialmente como distrito pertencente a São Miguel de Guanhães, pela lei provincial nº 2.805, de 3 de outubro de 1881. Sua primeira denominação recebida foi Baraúnas, mais tarde alterada para Nossa Senhora do Amparo de Guanhães. Pela lei estadual nº 843, de 7 de setembro de 1923, recebeu o nome de Braúnas de Guanhães, ao mesmo tempo que São Miguel de Guanhães passou a denominar-se simplesmente Guanhães. A emancipação do distrito ocorreu pela lei estadual nº 1.039, de 12 de dezembro de 1953, recebendo o novo município sua denominação atual e instalando-se a 1º de janeiro de 1954.
Suas principais atrações turísticas são os rodeios e cavalgadas, como o tradicional encontro da "barganha", dentre outras que acontecem ao longo do ano. Sua principal fonte de renda vem da agropecuária e da produção de leite.

## Geografia
De acordo com a divisão regional vigente desde 2017, instituída pelo IBGE, o município pertence às Regiões Geográficas Intermediária e Imediata de Ipatinga. Até então, com a vigência das divisões em microrregiões e mesorregiões, fazia parte da microrregião de Guanhães, que por sua vez estava incluída na mesorregião do Vale do Rio Doce.